# Austromyrtus dulcis
Austromyrtus dulcis là một loài thực vật có hoa trong Họ Đào kim nương. Loài này được (C.T.White) L.S.Sm. mô tả khoa học đầu tiên năm 1956.

## Hình ảnh

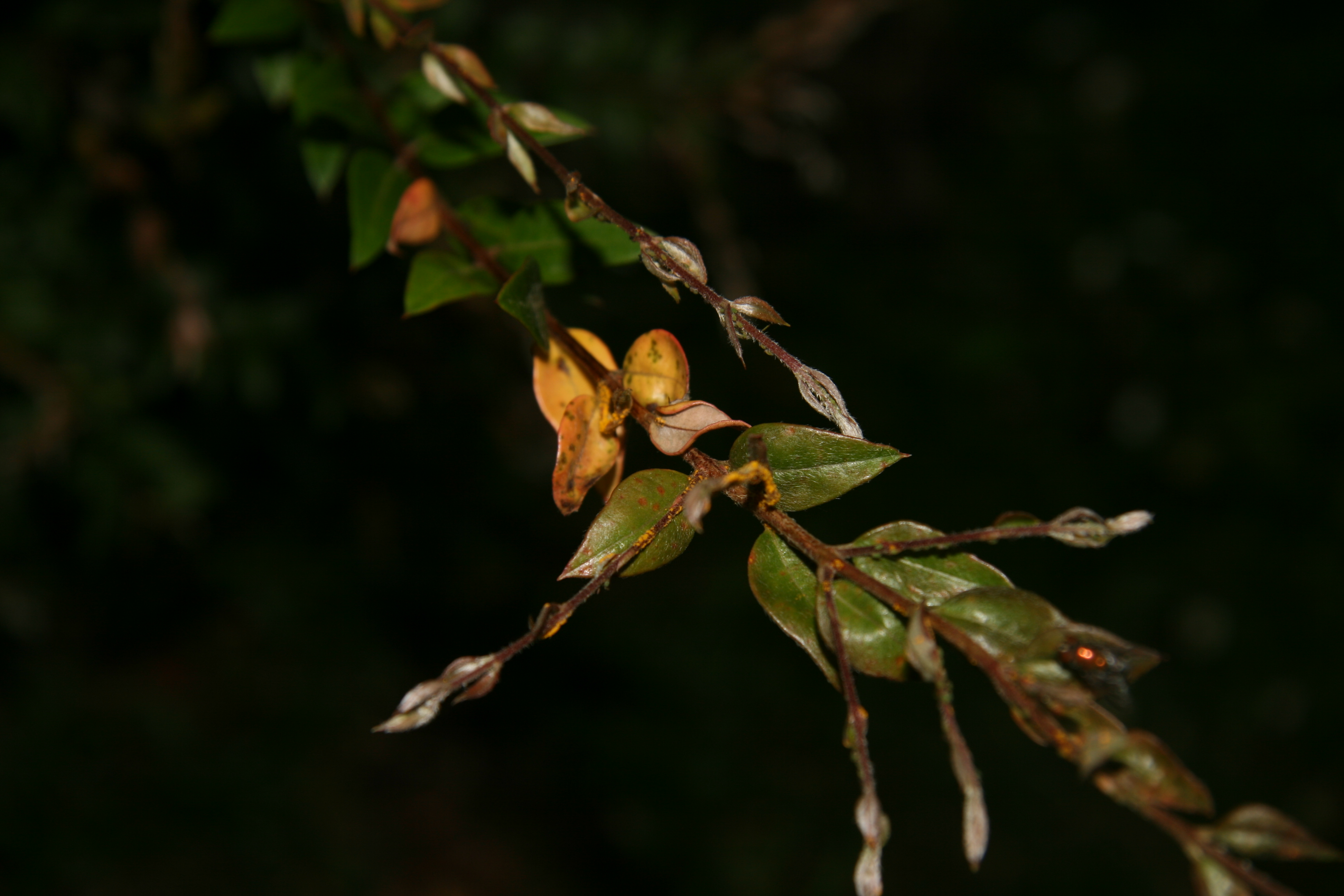